# Frantz Funck-Brentano
Frantz Funck-Brentano, född 15 juni 1862 i Schloss Munsbach, Luxemburg, död 13 juni 1947 i Paris, var en fransk historiker och arkivarie. Han var son till Théophile Funck-Brentano. 
Funck-Brentano blev filosofie doktor 1896 och därefter konservator vid arsenalbiblioteket i Paris, där han ordnade bland annat Bastiljens arkiv. Ur detta arbete framgick en serie historiska studier.